# Club Literário dos Escravos
O Club Literário dos Escravos, também conhecido como Club dos Escravos, foi uma associação que possuía uma escola que pretendia alfabetizar os escravos membros, ensinando português, aritmética, francês e geografia. O clube foi fundado em 1882 na cidade de Bragança Paulista, mesma década que ocorreu a abolição da escravidão no Brasil por meio da Lei Áurea, e se mostrava uma forma de resistência ao regime escravocrata.